# Bestújevski
Bestújevski (en rus: Бестужевский) és un poble (un possiólok) de l'óblast de Tula, a Rússia, segons el cens del 2010 tenia 207 habitants.